# شیدان (بوانات)
شیدان (بوانات)، روستایی از توابع بخش مزایجان شهرستان بوانات در استان فارس ایران است.
مرغزار شیدان بوانات از جنات اربعه جهان اسلام است

## جمعیت
این روستا در دهستان سروستان قرار دارد و براساس سرشماری مرکز آمار ایران در سال ۱۳۸۵، جمعیت آن ۴۹۹ نفر (۱۴۶خانوار) بوده‌است.